# Madzsid Bugerra
Madzsid Bugerra (arabul: مجيد بوغرة) (Longvic, 1982. október 7. –) francia születésű algériai labdarúgó, aki védőként játszik. A Fujairah SC, valamint az algériai labdarúgó-válogatott csapatkapitánya.

## Pályafutása

### Klubcsapatban
Pályafutását a Gueugnon csapatában kezdte meg, majd kölcsönben az angol Crewe Alexandra csapatába került.

#### Sheffield Wednesday
Ez után maradt Angliában és 2006 májusában, megközelítőleg 300 ezer fontért az akkor a másodosztályban szereplő Sheffield Wednesday együtteséhez igazolt és augusztus 5-én a Preston North End ellen debütált.

#### Charlton Athletic
Hamar beilleszkedett a sheffieldiekhez, sőt már ez év októberében a csapatkapitányi karszalagot is viselte, viszont 2007 januárjában a Charlton Athletic 2,5 millió fontos ajánlatát a Baglyok nem utasították el, így a Premier League-be igazolt.

#### Glasgow Rangers
2008 nyarán 2,5 millió fontért a skót Rangers klubjába igazolt. Augusztusban a Falkirk FC ellen debütált a bajnokságban, első gólját, pedig a Hibernian ellen szerezte szeptember 28-án.
2010. szeptember 14-én az Old Traffordon lejátszott Manchester United elleni Bajnokok ligája találkozón a mérkőzés emberének választották.
A Rangers csapatában 113 mérkőzésen szerepelt és három bajnoki címhez segítette a klubot.

#### Lekhwiya
2011 augusztusában 1,7 millió fontért eladta a skót klub a katari Lekhwiya csapatának, és két katari bajnoki címet szerzett.

#### Fujairah
2014 májusában szerződtette az AGL League-ben szereplő Fujairah csapata, ahol volt válogatott csapattársával, Karim Zianival együtt szerepel.

### A válogatottban
2004 óta az algériai válogatott tagja, amellyel részt vett a 2010-es afrikai nemzetek kupáján, a 2010-es labdarúgó-világbajnokságon és a 2014-es labdarúgó-világbajnokságon a válogatott csapatkapitánya volt.

## Statisztika

### Klub
2011. augusztus 3. szerint.
| Klub                                     | Szezon   | Bajnokság | Bajnokság | Kupa     | Kupa  | Ligakupa | Ligakupa | UEFA     | UEFA  | Összesen | Összesen |
| Klub                                     | Szezon   | Mérkőzés  | Gólok     | Mérkőzés | Gólok | Mérkőzés | Gólok    | Mérkőzés | Gólok | Mérkőzés | Gólok    |
| Crewe Alexandra (Kölcsön az Gueugnontól) |          |           |           |          |       |          |          |          |       |          |          |
| ---------------------------------------- | -------- | --------- | --------- | -------- | ----- | -------- | -------- | -------- | ----- | -------- | -------- |
| Crewe Alexandra (Kölcsön az Gueugnontól) | 2005–06  | 11        | 1         | 0        | 0     | 0        | 0        | N/A      | N/A   | 11       | 1        |
| Crewe Alexandra (Kölcsön az Gueugnontól) | Összesen | 11        | 1         | 0        | 0     | 0        | 0        | N/A      | N/A   | 11       | 1        |
| Sheffield Wednesday                      |          |           |           |          |       |          |          |          |       |          |          |
| 2006–07                                  | 28       | 2         | 0         | 0        | 1     | 0        | N/A      | N/A      | 29    | 2        |          |
| Összesen                                 | 28       | 2         | 0         | 0        | 1     | 0        | N/A      | N/A      | 29    | 2        |          |
| Charlton Athletic                        |          |           |           |          |       |          |          |          |       |          |          |
| 2006–07                                  | 5        | 0         | 0         | 0        | 0     | 0        | N/A      | N/A      | 5     | 0        |          |
| 2007–08                                  | 29       | 2         | 2         | 0        | 2     | 0        | N/A      | N/A      | 33    | 2        |          |
| Összesen                                 | 34       | 2         | 2         | 0        | 2     | 0        | N/A      | N/A      | 38    | 2        |          |
| Rangers                                  |          |           |           |          |       |          |          |          |       |          |          |
| 2008–09                                  | 31       | 1         | 5         | 0        | 3     | 0        | 0        | 0        | 39    | 1        |          |
| 2009–10                                  | 17       | 1         | 2         | 0        | 1     | 0        | 3        | 1        | 23    | 2        |          |
| 2010–11                                  | 31       | 1         | 3         | 0        | 4     | 1        | 9        | 0        | 47    | 2        |          |
| 2011–12                                  | 2        | 0         | 0         | 0        | 0     | 0        | 2        | 0        | 4     | 0        |          |
| Összesen                                 | 81       | 3         | 10        | 0        | 8     | 1        | 14       | 1        | 113   | 5        |          |

### Góljai a válogatottban
|    | Időpont            | Helyszín                       | Ellenfél              | Gólok | Eredmény | Kiírás                                      |
| -- | ------------------ | ------------------------------ | --------------------- | ----- | -------- | ------------------------------------------- |
| 1. | 2007. június 2.    | Estádio da Várzea, Praia       | Zöld-foki Köztársaság | 1–0   | 2 – 2    | 2008-as afrikai nemzetek kupája (selejtező) |
| 2. | 2009. június 20.   | Konkola Stadium, Chililabombwe | Zambia                | 1–0   | 2 – 0    | 2010-es afrikai nemzetek kupája (selejtező) |
| 3. | 2010. január 24.   | Estádio Chimandela, Lubango    | Elefántcsontpart      | 2–2   | 3 – 2    | 2010-es afrikai nemzetek kupája             |
| 4. | 2013. november 19. | Stade Mustapha Tchaker, Blida  | Burkina Faso          | 1–0   | 1 – 0    | 2014-es labdarúgó-világbajnokság-selejtező  |

## Sikerei, díjai
- Rangers
  - Skót bajnok: 2008–09, 2009–10, 2010–11
  - Skót kupa: 2008–09
  - Skót ligakupa: 2011
- Lekhwiya
  - Katari bajnok: 2011–12, 2013–14
  - Prince kupagyőztes: 2013